# 湯谷温泉 (南砺市)
湯谷温泉（ゆだにおんせん）は、富山県南砺市湯谷に位置する温泉である。同県で同じ砺波地域の砺波市(旧庄川町)にある湯谷温泉との区別として、「西の湯谷」と呼ばれている。

## 概要
720年（養老4年）に、医王山海蔵寺にいた越の大聖・泰澄大師が峰続きの峠から湯谷の地に湯気が上るのを発見されたと言われている。藩政期の地誌「越の下草」（宮永正運著）にも「近際の病人をあわれんで加持祈禱を行ったところ、ふしぎや一夜のうちに温泉が湧き出した」と記してある。一向一揆の乱世の時に入湯にかこつけた無頼の徒が湯谷で狼藉を尽くしたため、快信法師によって一時湧出が止まっていたが、1930年（昭和5年）に温泉事業を再開。1937年（昭和12年）に100mほどボーリングして30℃の温泉を湧出した。

## 泉質
単純硫黄泉で、胃腸病、神経痛、リウマチ、婦人病、糖尿病などに効果がある（※いずれも効能はその効果を万人に保証するものではない）。

## 温泉街
一軒宿の『湯谷温泉 栄楽荘』のみ存在。

## 交通アクセス
公共交通
- JR城端線福光駅から車で10分。

車
- 北陸自動車道小矢部インターチェンジより車で10分。